# Ado Ekiti
Ado Ekiti (popularmente Ado) es una ciudad en el sudoeste de Nigeria, capital del estado de Ekiti. Según cifras de 2004 tenía una población de 446.749, mayoritariamente de la etnia yoruba. 
La ciudad tiene una universidad, la Universidad de Ado Ekiti, una politécnica, la Politécnica Federal de Ado Ekiti y una estación local de televisión y radio, llamadas NTA Ado Ekiti, Radio Ekiti y FM Ado Ekiti. Varias empresas comerciales operan en Ado Ekiti como Odua Textile y Odua Print. La ciudad es el centro comercial de la ciudad, donde se venden el ñame, yuca, grano, tabaco y algodón cultivados en la zona.

## Historia
Ado fue fundada en el siglo XV cuando fue hecha la capital de Ekiti. El Imperio Británico se anexionó la ciudad en 1893.

## Deporte
Ado Ekiti tiene un estadio con una capacidad de 10 000 personas y un equipo de fútbol en la tercera división nigeriana.

## Gallery

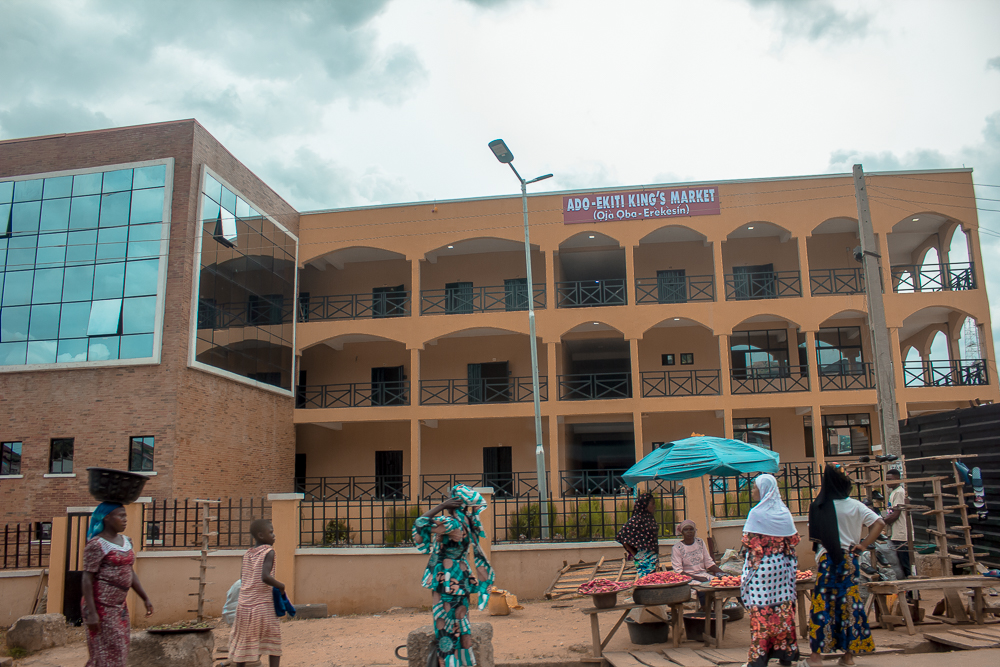
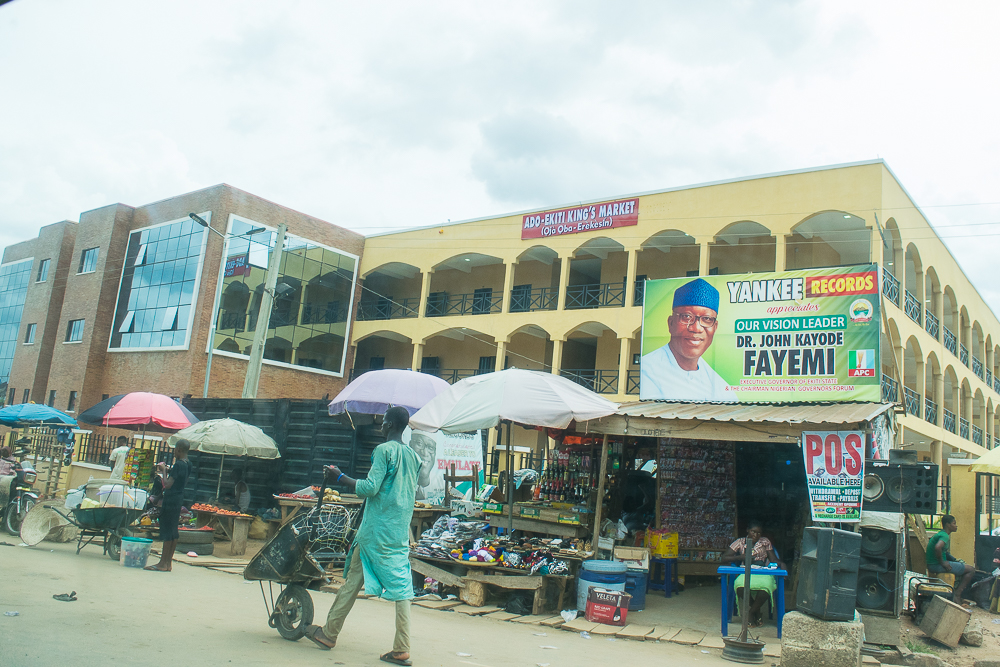
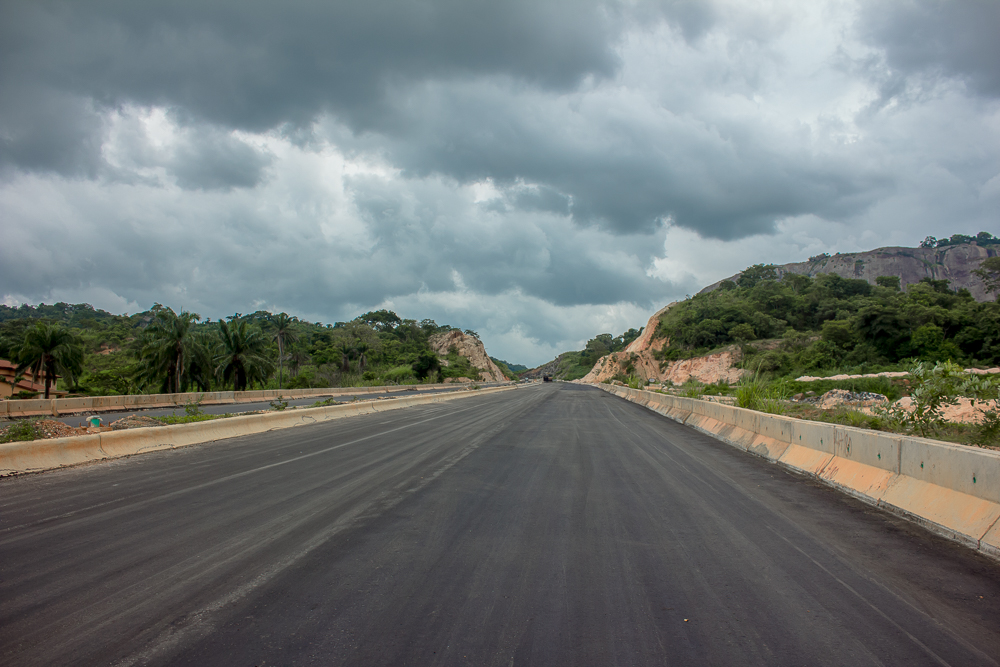
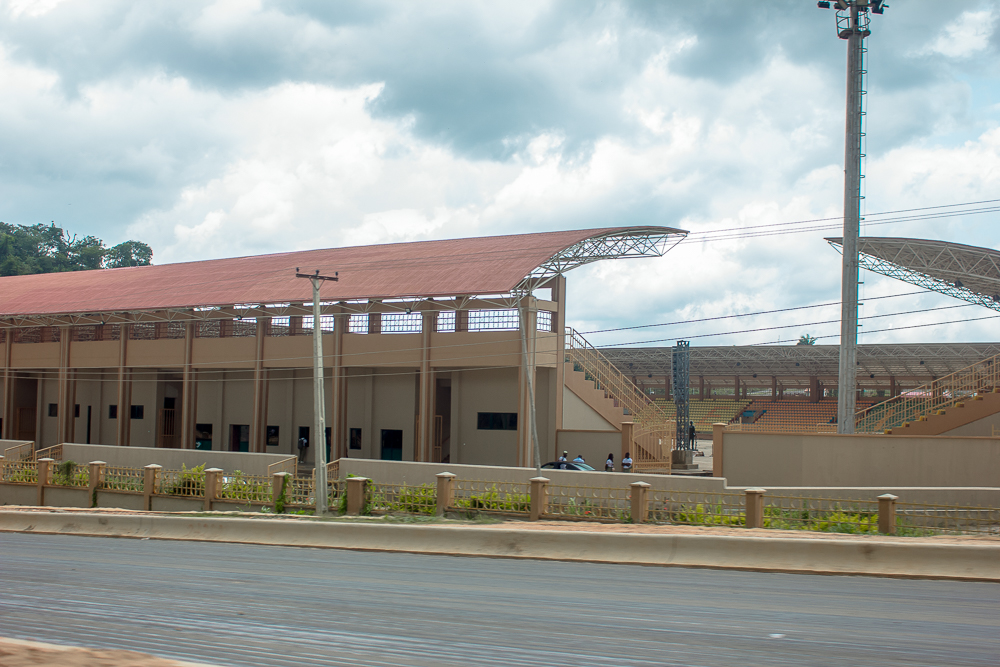
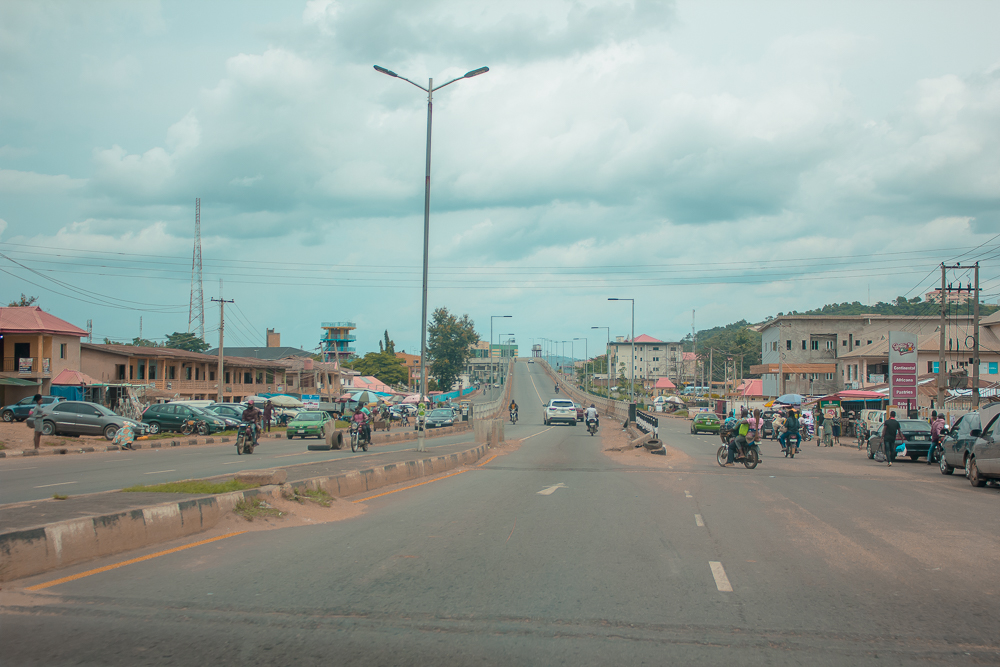
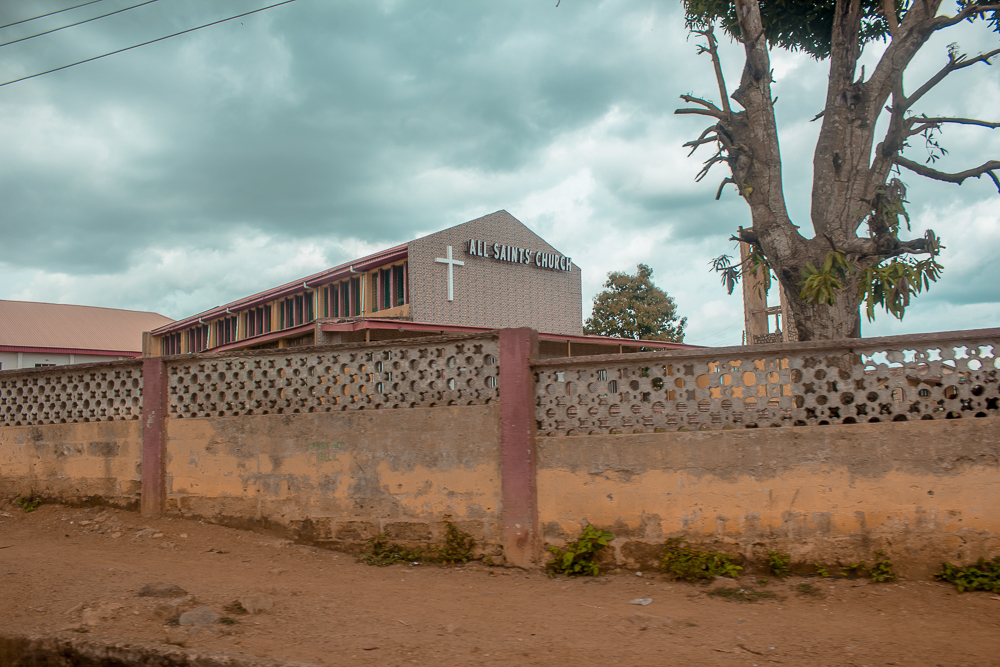
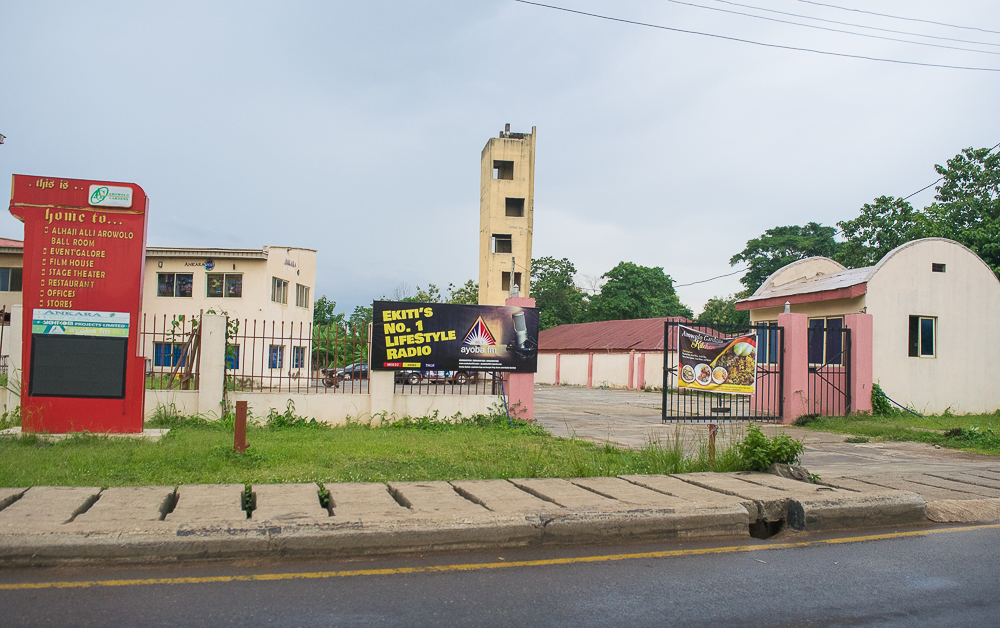
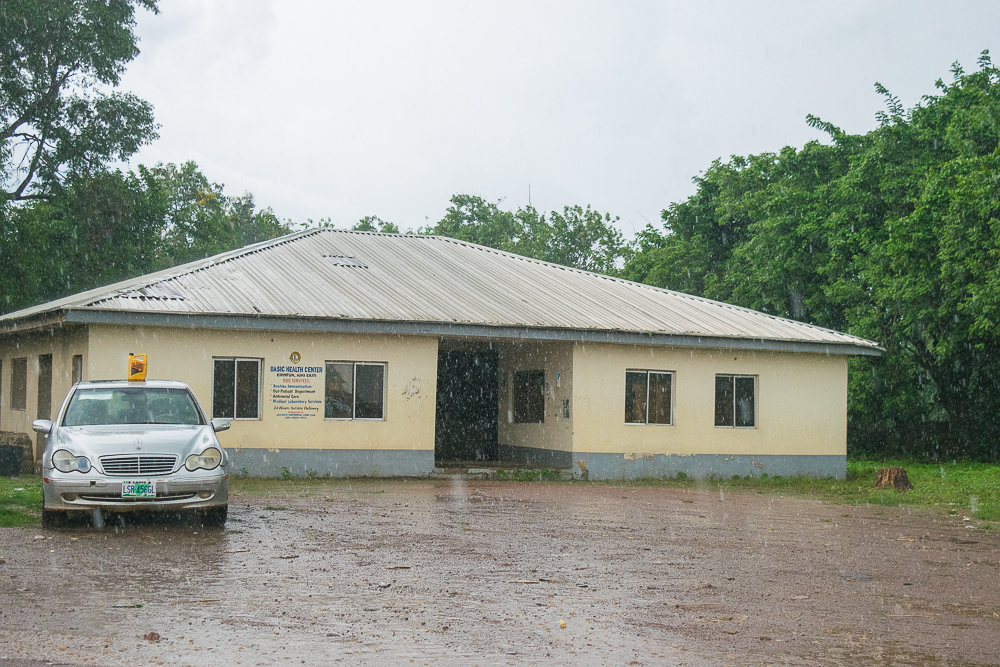
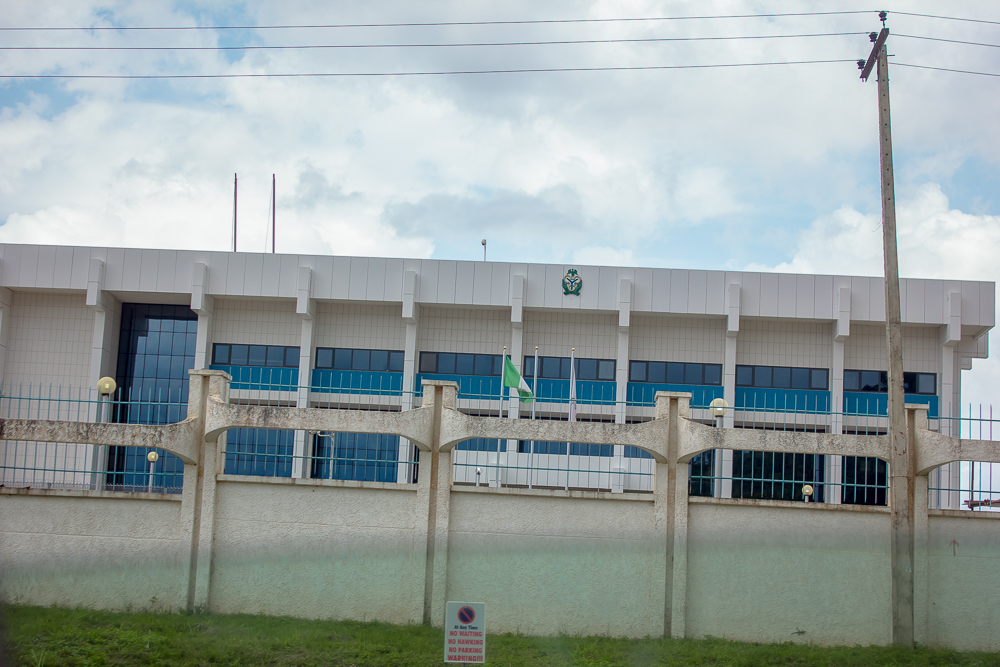
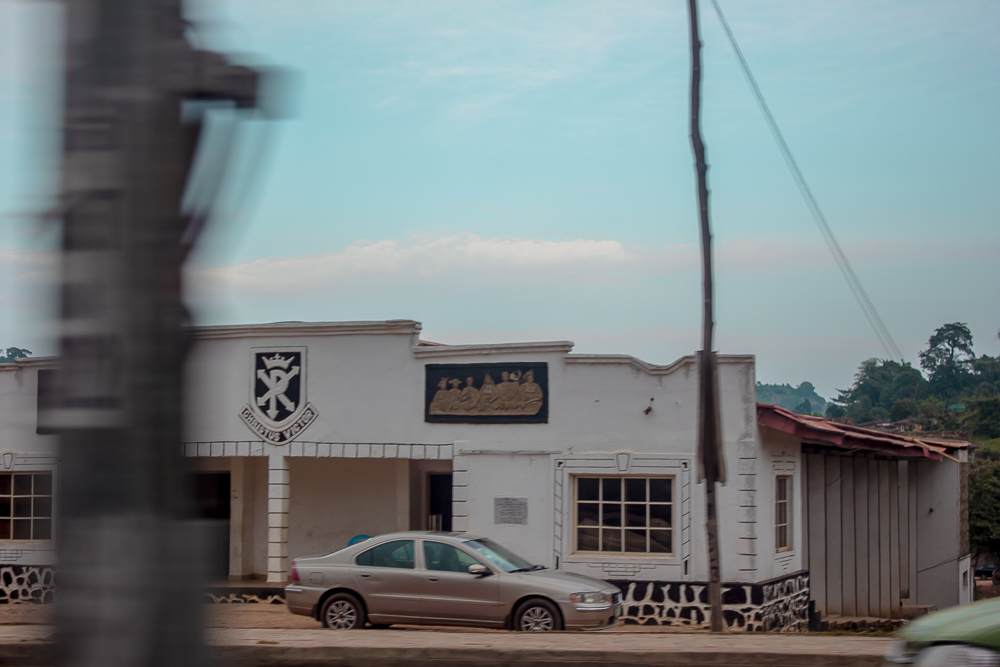
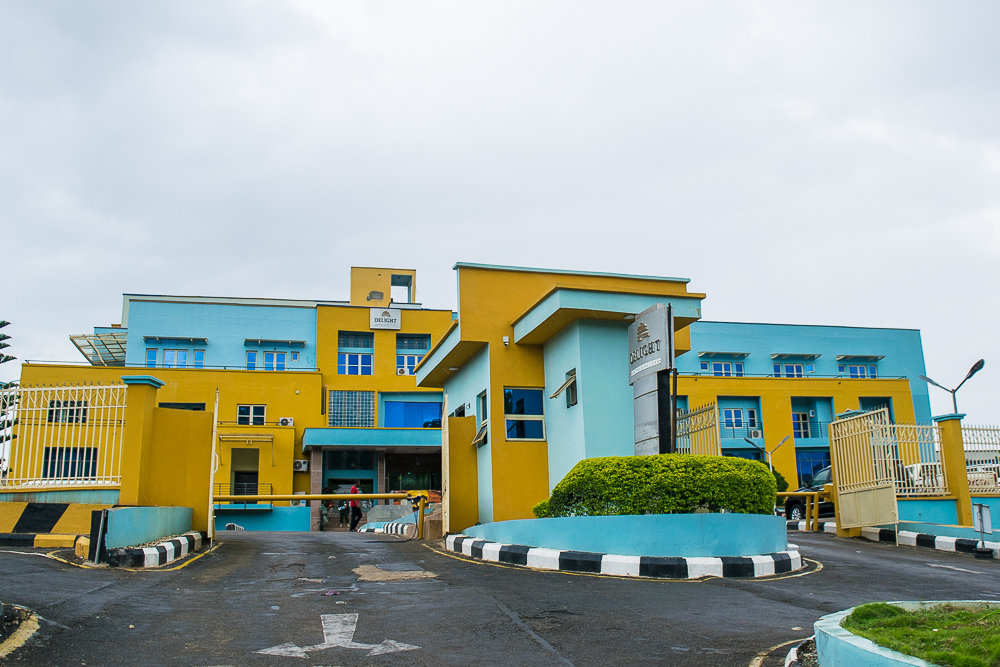
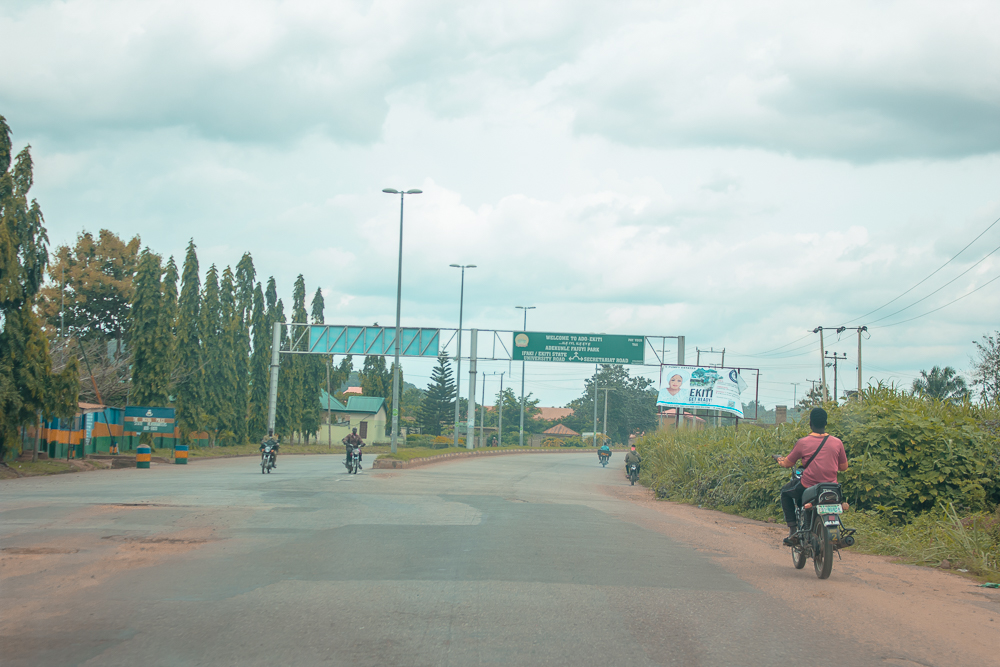
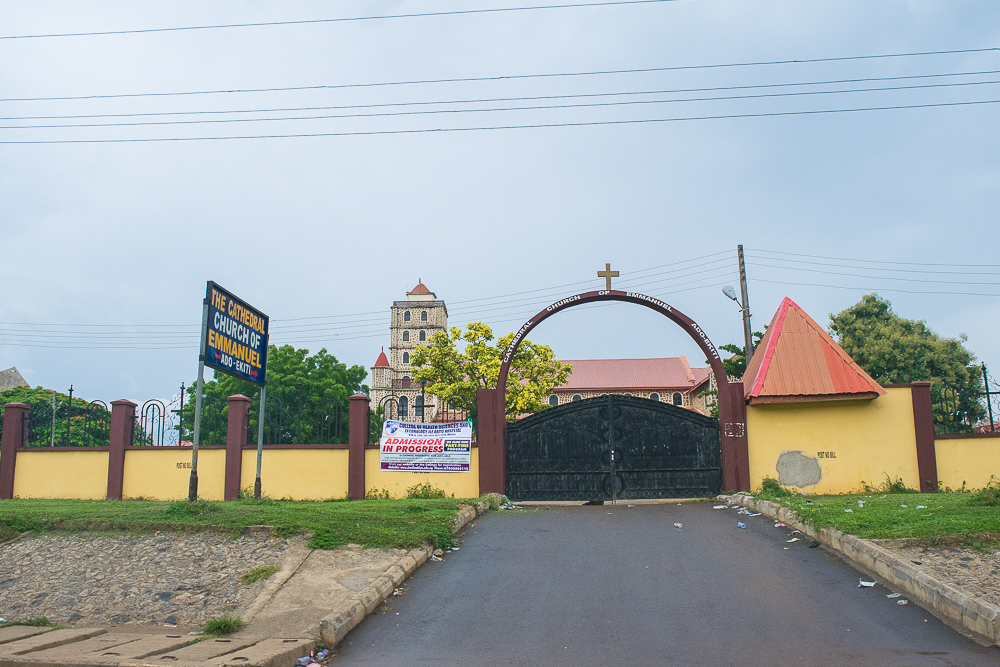